# Eduard Rieger
Eduard Rieger (15. listopadu 1865 Jirkov – 28. června 1938 Vídeň) byl rakouský a český novinář a sociálně demokratický politik německé národnosti, na přelomu 19. a 20. století poslanec Říšské rady, v meziválečném období poslanec rakouské Národní rady.

## Biografie
Vychodil národní a měšťanskou školu a pak pracoval jako tkadlec. Později se zapojil do dělnického hnutí a byl redaktorem sociálně demokratických listů v Liberci, Brně a Vídni (Freigeist, Volksfreund a Arbeiterstimme). Z politických důvodů byl opakovaně zatýkán. V roce 1889 a 1891 byl delegátem mezinárodních kongresů socialistů.
Na přelomu století se zapojil do celostátní politiky. Ve volbách do Říšské rady roku 1897 získal mandát v Říšské radě (celostátní zákonodárný sbor) za všeobecnou kurii na Moravě, obvod Šumperk, Rýmařov atd. Za týž obvod uspěl i ve volbách do Říšské rady roku 1901. Mandát obhájil také ve volbách do Říšské rady roku 1907, konaných poprvé podle všeobecného a rovného volebního práva, nyní za obvod Čechy 108. Usedl do poslanecké frakce Klub německých sociálních demokratů. Za týž obvod obhájil mandát i ve volbách do Říšské rady roku 1911 a ve vídeňském parlamentu setrval až do zániku monarchie.Profesně byl k roku 1907 uváděn jako novinář.
Po válce zasedal v letech 1918–1919 jako poslanec Provizorního národního shromáždění Německého Rakouska (Provisorische Nationalversammlung), následně od 4. března 1919 do 9. listopadu 1920 jako poslanec Ústavodárného národního shromáždění Rakouska a pak dlouhodobě (od 10. listopadu 1920 do 1. října 1930 a od 2. prosince 1930 do 17. února 1934) jako poslanec rakouské Národní rady, stále za rakouskou sociálně demokratickou stranu. V parlamentu se soustřeďoval na témata sociální politiky a tiskové svobody.
Kromě politické a novinářské činnosti působil i jako dramatik a spisovatel.